# Cantó d'Hendaia
El cantó d'Hendaye és una divisió administrativa francesa, situada en el departament dels Pirineus Atlàntics i la regió Nova Aquitània. El seu conseller general és Kotte Ecenarro, del PS.

## Composició

Comunas del cantó d'Hendaia

El cantó d'Hendaia agrupa 4 comunes: 
- Biriatu
- Ziburu
- Hendaia
- Urruña

## Consellers generals
| Data d'elecció                             | Identitat           | Partit | Qualitat          |
| ------------------------------------------ | ------------------- | ------ | ----------------- |
| 1976                                       | Jean Poulou         |        |                   |
| 1981                                       | Daniel Poulou       | UDF    |                   |
| 1982                                       | Daniel Poulou       | UDF    |                   |
| 1988                                       | Raphaël Lassallette | PS     | alcalde d'Hendaia |
| 1994                                       | Raphaël Lassallette | PS     | alcalde d'Hendaia |
| 2001                                       | Daniel Poulou       | UMP    | diputat           |
| 2008                                       | Kotte Ecenarro      | PS     |                   |
| No es coneixen les dades anteriors a 1976. |                     |        |                   |